# Ильинское (Рузский городской округ)

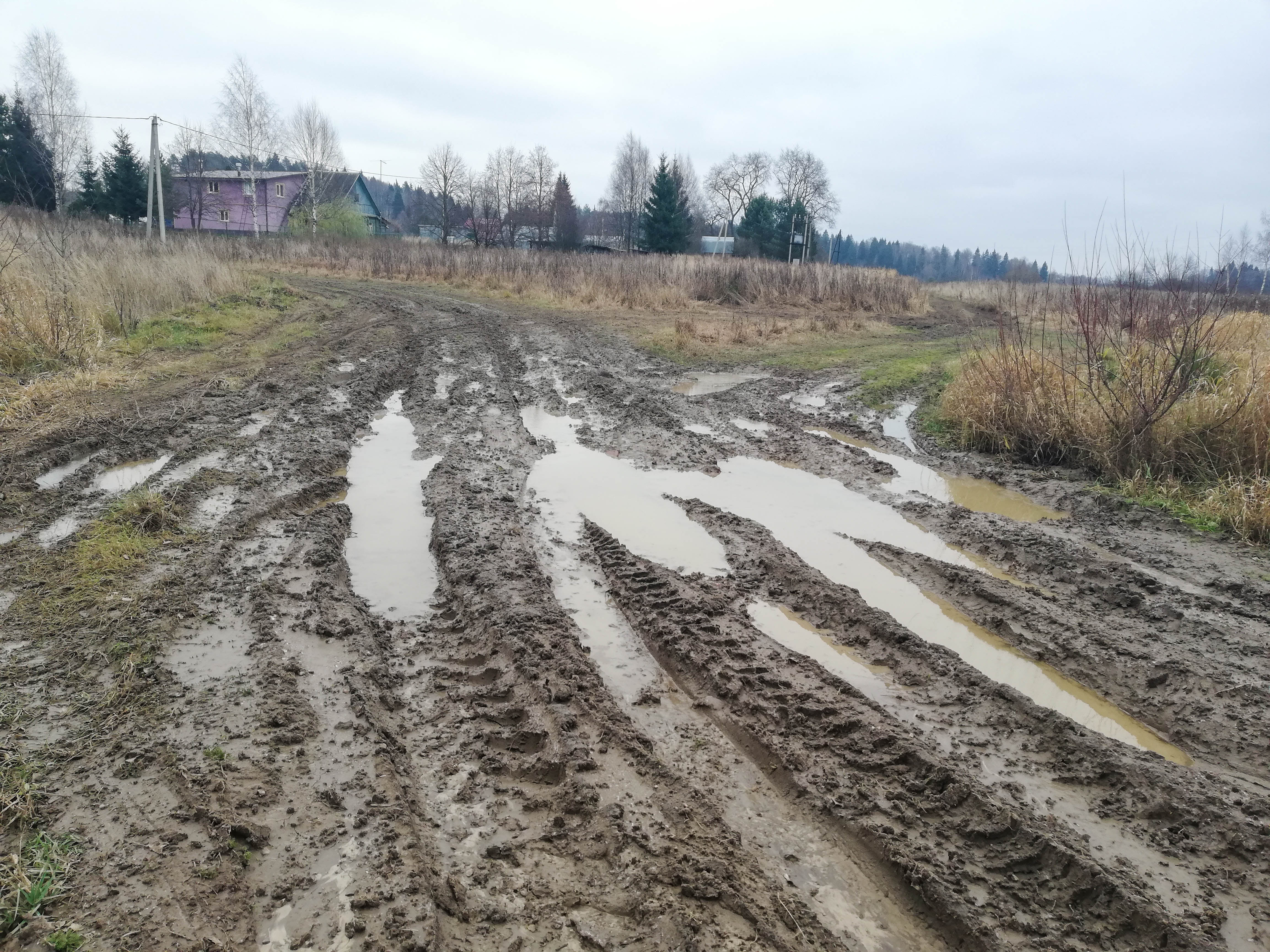
Осенняя распутица в Ильинском

Ильинское — деревня сельского поселения Волковское Рузского района Московской области. Численность постоянно проживающего населения — 1 человек на 2006 год. До 2006 года Ильинское входило в состав Волковского сельского округа.
Деревня расположена на северо-востоке района, примерно в 15 километрах северо-восточнее Рузы, на левом берегу реки Озерна. Ближайшие населённые пункты — деревни Михайловское — на другом берегу реки и Федчино — в 1 км на север, высота центра над уровнем моря 185 м.